# منخفض قطبي

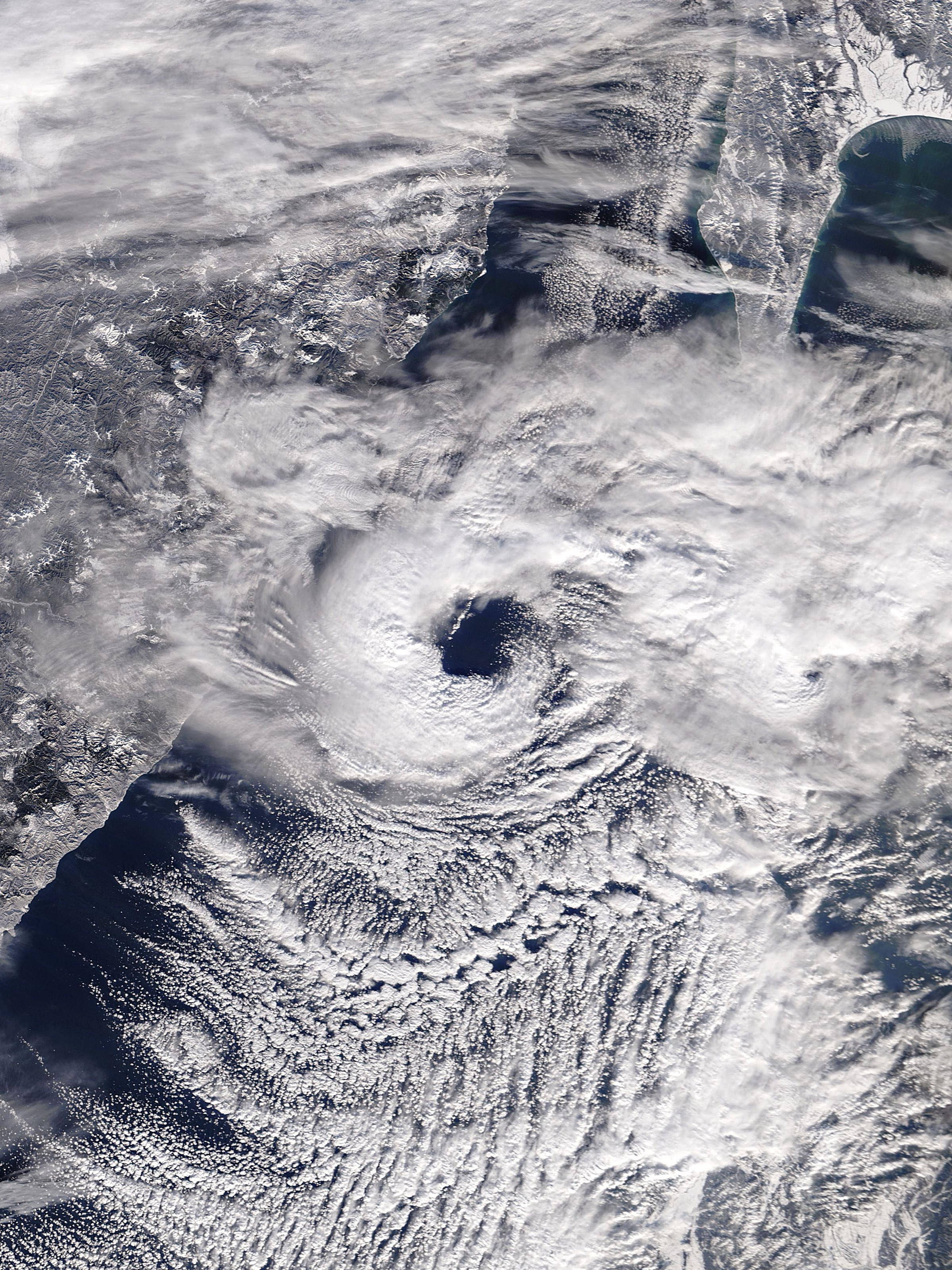
أدنى مستوى قطبي فوق بحر اليابان في ديسمبر 2009

الْـمُنْخَفَضُ القُطْبِيُّ هو مركز دائم من الضغط الجوي المنخفض المتمركز فوق العروض العليا في الأجزاء العليا من طبقة التروبوسفير، وذلك فوق مستوى منطقة الضغط الجوي المرتفع القطبي السطحي.
ونجد في اغلب الاحيـان هذا المنخفض في القطب المتجمد وكثيرا ماينحرف خلال الفصل الانتقالي (من الخريف إلى الشتاء)نحو اجزاء واسعة من اروبا، شمال افريقيا، أمريكا الشمالية، واقصى جنوبها، الشرق الأوسط
يتسـم هذا المنخفض بأمطار معتبرة ورياح قوية على الساحل وثلوج كثيفة وبرودة سطحية شديدة.